# یولیا گالیشوا
یولیا گالیشوا (روسی: Юлия Евгеньевна Галышева؛ زادهٔ ۲۳ اکتبر ۱۹۹۲) از برندگان مدال‌های بازی‌های المپیک اهل قزاقستان است.